# سفارة المكسيك في أوكرانيا
سفارة المكسيك في أوكرانيا هي أرفع تمثيل دبلوماسي لدولة المكسيك لدى أوكرانيا. تقع السفارة في كييف وهي تهدف لتعزيز المصالح المكسيكية في أوكرانيا.

## وصلات خارجية
- الموقع الرسمي
- قائمة سفارات المكسيك
- قائمة السفارات في أوكرانيا